# Юнайтед-Стейтс
Юнайтед-Стейтс — горный хребет на острове Элсмир в канадской Арктике. Является частью Иннуитских гор и Арктических Кордильер. Это одни из самых северных гор в мире. Севернее них расположены только горы Чалленджер.
Высшая точка хребта — гора Юджин (1850 м).
Название дано в 1861 году американским исследователем Айзеком Израэлем Хейсом в честь его судна. Прямо к западу от хребта Юнайтед-Стейтс расположен хребет Бритиш-Эмпайр.